# Cryptostylis
Cryptostylis – rodzaj roślin z rodziny storczykowatych (Orchidaceae). Obejmuje 23 gatunki występujące w Azji Południowo-Wschodniej, Australii i Oceanii w takich krajach i regionach jak: Andamany, Asam, Archipelag Bismarcka, Borneo, Kambodża, Chiny, Fidżi, Jawa, Laos, Małe Wyspy Sundajskie, Malezja Zachodnia, Mjanma, Riukiu, Nowa Kaledonia, Nowa Gwinea, Nowa Zelandia, Filipiny, Samoa, Wyspy Salomona, Sri Lanka, Celebes, Sumatra, Tajwan, Tajlandia, Vanuatu, Wietnam.

## Systematyka
Rodzaj sklasyfikowany do podplemienia Cryptostylidinae w plemieniu Diurideae, podrodzina storczykowe (Orchidoideae), rodzina storczykowate (Orchidaceae), rząd szparagowce (Asparagales) w obrębie roślin jednoliściennych.
Wykaz gatunków
- Cryptostylis acutata J.J.Sm.
- Cryptostylis apiculata J.J.Sm.
- Cryptostylis arachnites (Blume) Hassk.
- Cryptostylis arfakensis J.J.Sm.
- Cryptostylis carinata J.J.Sm.
- Cryptostylis clemensii (Ames & C.Schweinf.) J.J.Sm.
- Cryptostylis concava Schltr.
- Cryptostylis conspicua J.J.Sm.
- Cryptostylis erecta R.Br.
- Cryptostylis filiformis Blume
- Cryptostylis gracilis Schltr.
- Cryptostylis hamadryas Schltr.
- Cryptostylis hunteriana Nicholls
- Cryptostylis javanica J.J.Sm.
- Cryptostylis lancilabris Schltr.
- Cryptostylis leptochila F.Muell. ex Benth.
- Cryptostylis ligulata J.J.Sm.
- Cryptostylis maculata (J.J.Sm.) J.J.Sm.
- Cryptostylis ovata R.Br.
- Cryptostylis sigmoidea J.J.Sm.
- Cryptostylis sororia Schltr.
- Cryptostylis subulata (Labill.) Rchb.f.
- Cryptostylis taiwaniana Masam.